# غنجة (فريدن)
غنجة (بالفارسية: گنجه) هي منطقة سكنية تقع في قسم ورزق الريفي في إيران. يقدر عدد سكانها بـ 1,146 نسمة .